# Свердлик
Све́рдлик, бура́вчик — ручний різальний інструмент для висвердлювання неглибоких отворів діаметром від 2-х до 10 мм у м'якій деревині. Являє собою маленький свердел, хвостова частина якого споряджена воротком або загнута у вигляді овального кільця.
Різальна крайка свердлика проходить по спіралі уздовж його стрижня. На кінці — дрібна гвинтова нарізка, завдяки якій свердлик угвинчується в деревину при обертанні. Свердлик погано видаляє стружку, тому його доводиться часто виймати з просвердлюваного отвору, щоб уникнути розколювання деревини.